# Psykoteknik
Psykoteknik var oprindelig betegnelsen for alle grene af den praktiske psykologi, men brugtes fra omkring 1920 og fremefter om den del, der handler om menneskets tilpasning til arbejdslivet og udvikledes efterhånden til specialet arbejdspsykologi. En grundantagelse er at menneskets arbejspræstation er en funktion af dets karakteregenskaber og temperament i lige så høj grad som dets færdigheder. Derfor kombinerer man ofte den rent psykotekniske undersøgelse med en personlighedsundersøgelse med anvendelse af interview, projektive test og personlighedsskemaer. 

## Genstandsfelt
Psykoteknik arbejder med to problemkomplekser. Det ene centreret omkring det arbejdende menneske, hvor man forsøger at undersøge, hvilke mennesker, der passser til hvilke arbejdssituationer. 
Den anden problemstillning gælder arbejdssituationens psykologiske udformning. Her søger man at finde de bedste og mest hensigtsmæssige arbejdsbetingelser for mennesker. Her kommer man også ind på arbejdspædagogiske spørgsmål om, hvad medarbejderne kan lære og med hvilke metoder læreprocessen kan forenkles. Disse problemstillinger regnes dog ikke af alle med til psykoteknikken. 

## Historie
Psykotekniks hovedproblem har altid været anlægsprøvning. De første mere omfattende og systematiske prøver udførtes i 1910 af den tysk-amerikanske psykolog H. Munsterbcrg fra Harvard University. Han udarbejdede prøver for sporvognsførere, telefonister og søofficerer. Sit første store opsving fig psykoteknikken under og umiddelbart efter Første Verdenskrig, hvor et stort antal psykotekniske institutter grundlagdes. I 1915 udførte to franske læger J. Camus og H. Nepper de første prøver for piloter. I 1916 begyndte de to tyske psykoteknikere W. Moede og C. Piorkovski prøver for egnethed til chaufførjobbet. Metoderne var dog dårligt videnskabeligt udarbejdede og validiteten var ofte ringe. 
I de engelsksprogede lande fik psykoteknikken stor betydning under ledelse af psykologer som Ch. Myers og C. B. Frisby i Storbritannien, samt A. T. Poffenberger. M. S. Viteles, J. Tiffin, H. E. Burtt, E. E. Ghiselli og H. L. Hollingworth i USA. Udviklingen gik her imod større videnskablighed, hvor føgende grundprincipper slog igennem: Ved udarbejdesen af et prøveprogram for en arbejstype må det forberedes af en grundig arbejdsanalyse. Desuden skal den færdige prøveserie standardiseres, hviket indebærer, at man afprøvede den på et repræsentativ udvalg, matematisk beregner dets overensstemmelse med prøvekriteriet (dvs. dets reliabilitet) og undersøger det faktorstruktur ved hjælp af faktoranalyse.